# Cyanotis lanata
Cyanotis lanata är en himmelsblomsväxtart som beskrevs av George Bentham. Cyanotis lanata ingår i släktet Cyanotis och familjen himmelsblomsväxter. Inga underarter finns listade.